# Musica Sequenza

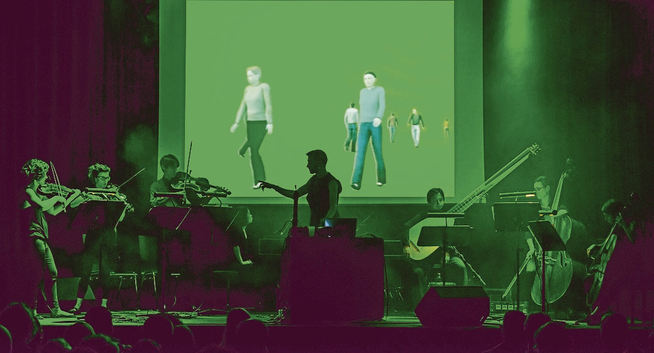
Musica Sequenza (2016)

Musica Sequenza è un ensemble internazionale di musica da camera che si occupa di abbinare la musica barocca a forme di arte contemporanea. L’ensemble nasce a New York nel 2008 dalla mente del compositore e fagottista Burak Özdemir. Dal 2011 il progetto ha sede a Berlino. 

## Storia
Nel 2008 il direttore artistico Burak Özdemir, ancora studente alla Juilliard School di New York, fonda "Musica Sequenza" come progetto di musica da camera. Burak è stato il primo fagottista nella storia dell’università ad essere ammesso all’Artist Diploma Program e, successivamente, al dipartimento di tecnologia musicale. Nello stesso anno la Julliard School inaugura un corso di “Pratica della performance storica”, al quale Burak Özdemir si unisce come fagottista barocco. Nasce così il Progetto Musica Sequenza. 
Ad oggi l’ensemble coinvolge venti solisti provenienti dalle seguenti nazioni: Germania, Francia, Belgio, Paesi Bassi, Finlandia, Bulgaria, Turchia, Australia, Cina, Giappone e Corea. L’ensemble suona strumenti storici del XVIII secolo e si occupa di un repertorio che spazia dalla musica rinascimentale alle nuove forme di espressione musicale. 
Il progetto fa inoltre parte di un collettivo interdisciplinare di artisti che riunisce intorno a sé musicisti, cantanti, ballerini, coreografi, architetti e visual artists. Durante gli anni sulla scena internazionale, Musica Sequenza ha collaborato con artisti quali Sasha Waltz, Rolando Villazón, Matthew Herbert, Hernan Cattaneo, Larisa Navojec, Kenneth Weiss, Daniel Bubeck e Van Rivers. 
Musica Sequenza ha inoltre registrato le musiche del film Diego Velázquez in occasione dell’esibizione “Velazquez” inaugurata nel 2014 al Grand Palais di Parigi. Il film è stato diretto da Karim Ainouz e trasmesso su Arte prima dell’uscita in DVD (Arte Edition). 
Con la performance Fuga: The Electro-Baroque Opera, presentata nel 2010 al Baruch Performing Arts Center di New York, l’ensemble crea ex-novo il genere "elettro-barocco ".  Nel 2015, in occasione del 21º anniversario del club berlinese KitKat, Musica Sequenza produce un’opera di electro-baroque: nasce così Opera del Futuro. Nello stesso anno l’ Haendel International Festival di Halle (Germania) commissiona “Sampling Baroque Händel”, che diventa così il primo album di electro-baroque della storia della casa discografica Sony Music. Nel 2016 lo “Schaffhausen International Bach Festival”, di sede in Svizzera, commissiona Sampling Baroque Bach, secondo episodio del bestseller.. 
Il 2018 è l’anno della première di Atlas Passion (performance coreografica ispirata alle “Passioni” di Bach) in collaborazione col teatro della città di Schaffhouse (Svizzera). 
L’orchestra da camera diretta da Burak copre un ampio spettro di generi musicali: musica barocca, teatro musicale, danza moderna, musica elettronica, video & light design. Il progetto Musica Sequenza è stato inoltre coinvolto in diversi tour (Turchia, Paesi Bassi, Germania, Francia, Svizzera e Stati Uniti).
Opere, Festival e teatri di tutto il mondo ospitano regolarmente i progetti dell’ensemble (Festival d'Avignone, Istanbul International Music Festival, International Bach Schaffhausen Festival, Oranjewoud Festival, Thüringer Bachwochen, Schaffhausen City Theater, Konzerthaus Berlin, International Handel Festival Halle, Bachakademie Stuttgart, Alice Tully Hall a New York e Radialsystem V a Berlino),.

## Membri
- Burak Özdemir (direttore artistico e fagottista)
- Daniela Gubatz (violino)
- Tim Willis (violino)
- Bianca Muggleton (violino)
- Monique Steffen (violino)
- Miako Klein (violino)
- Chang Yun Yoo (viola)
- Linda Mantcheva (violoncello)
- Mirjam Wittulski (contrabbasso)
- Matthew Jones (tiorba)
- Chen Zhang  (arciliuto)
- Marianna Henriksson (cembalo)
- Cengiz Ozdemir (organo)
- Volkan Oktem (percussioni)
- Annabelle Vassallo (management)

## Discografia
Gli album di Musica Sequenza sono stati pubblicati dalle seguenti case discografiche: Harmonia Mundi, Sony Music e Neue Meister . 
- 2012   : Antonio Vivaldi, Le nuove quattro stagioni
- 2013   : Johann Sebastian Bach, The Silent Cantata
- 2014   : Jean-Philippe Rameau, stile turco
- 2016   : Georg Friedrich Haendel, campionario barocco Händel
- 2019   : Burak, Hermes